# Tamara Czistiakowa
Tamara Jewgienijewna Czistiakowa, ros. Тамара Евгеньевна Чистякова (ur. 15 lutego 1986) – rosyjska szachistka, mistrzyni FIDE od 2000 roku.

## Kariera szachowa
Wielokrotnie reprezentowała Rosję na mistrzostwach świata i Europy juniorek w różnych kategoriach wiekowych, zdobywając 6 medali: dwa złote (Kallithea 2000 – ME do 14 lat, Heraklion 2002 – MŚ do 16 lat), dwa srebrne (Rymawska Sobota 1996 – ME do 10 lat, Litochoro 1998 – ME do 14 lat) oraz dwa brązowe (Cala Galdana 1996 – MŚ do 10 lat, Tallinn 1997 – ME do 12 lat).
W 2003 r. zwyciężyła w rozegranej w Sierpuchowie 1. lidze (półfinale) indywidualnych mistrzostw Rosji. W 2004 r. zdobyła w Stambule brązowy medal akademickich mistrzostw świata, zajmując III miejsce za Jewgieniją Owod oraz Joanną Dworakowską. W 2006 r. ponownie zajęła I miejsce w kolejnej 1. lidze oraz podzieliła II miejsce we Włodzimierzu nad Klaźmą.
Najwyższy ranking w dotychczasowej karierze osiągnęła 1 stycznia 2008 r., z wynikiem 2366 punktów dzieliła wówczas 95-96. miejsce na światowej liście FIDE, jednocześnie dzieląc 19-20. miejsce wśród rosyjskich szachistek.